# Józef Skorel
Józef Skorel (ur. 12 czerwca 1893 w Nowogródku, zm. 29 kwietnia–1 maja 1940 w Kalininie) – ksiądz rzymskokatolicki, starszy kapelan Wojska Polskiego, działacz niepodległościowy.

## Życiorys
Był synem Aleksandra i Marii z Orlickich. W 1910 ukończył gimnazjum nowogródzkie. Następnie studiował w Seminarium Duchownym w Petersburgu (1911–1916) i na tamtejszej Rzymskokatolickiej Akademii Duchownej, której nie ukończył ze względu na wybuch rewolucji październikowej. W sierpniu 1918 został mianowany na prefekta szkół w Bobrujsku. Funkcję tę pełnił przez następny rok szkolny. Był zaangażowany w działalność niepodległościową w tym mieście poprzez współpracę z polską młodzieżą harcerską.
W nocy z 16 na 17 lipca 1919 został aresztowany przez bolszewicką policję polityczną Czeka, po wcześniejszych siedmiu rewizjach przeprowadzonych w jego mieszkaniu. Oskarżono go o współudział w przechowywaniu broni i amunicji otrzymanej z I Korpusu Polskiego, służącej do prowadzenia akcji dywersyjnych na tyłach bolszewickich. Przesłuchiwał go osobiście Feliks Dzierżyński. Po trzech tygodniach pobytu w areszcie został zwolniony, jednak nadal był obserwowany i nie mógł opuszczać Bobrujska. W tajemnicy przed władzami bolszewickimi udało mu się przedostać do Polski, gdzie zgłosił się do służby w powstającym Wojsku Polskim jako kapelan. Sprawował kolejno posługę w 2 Pułku Piechoty Legionów, pułku strzelców w Białymstoku, twierdzy w Brześciu Litewskim, Szpitalu Okręgowym w Grudziądzu, 1 Szpitalu Okręgowym w Warszawie i Centrum Wyszkolenia Sanitarnego w Warszawie. 16 grudnia 1921 został zatwierdzony z dniem 1 kwietnia 1920 w stopniu kapelana wyznania rzymskokatolickiego
. 4 lutego 1934 prezydent RP nadał mu z dniem 1 stycznia 1934 stopień starszego kapelana w duchowieństwie wojskowym wyznania rzymskokatolickiego i 7. lokatą.
W latach 1922–1925 odbył studia teologiczne na Uniwersytecie Warszawskim, zakończone magisterium. Na początku lat trzydziestych został absolwentem Państwowego Instytutu Nauczycielskiego w Warszawie, co pozwoliło mu na prowadzenie od 1936 zajęć z etyki w nowo otwartej Wyższej Szkole Inżynierii. Ponadto w latach 1927–1932 pełnił funkcję promotora sprawiedliwości w składzie Sądu Biskupiego przy Polowej Kurii Biskupiej WP w Warszawie.

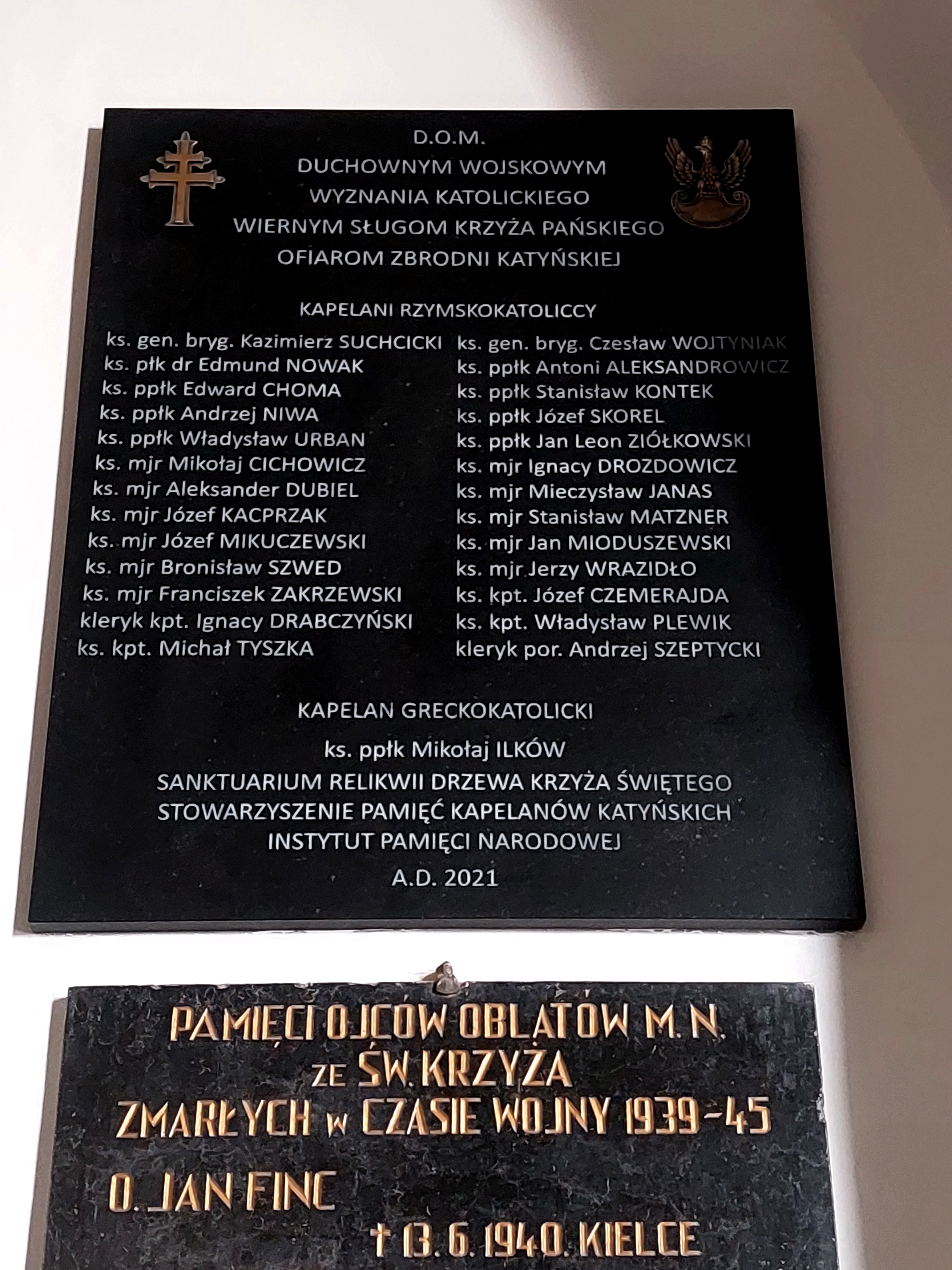
Tablica upamiętniająca duchownych zamordowanych w ramach zbrodni katyńskiej odsłonięta w 2021 roku w krużganku bazyliki mniejszej pw. Trójcy Świętej i sanktuarium Relikwii Drzewa Krzyża Świętego na Świętym Krzyżu

W nieznanych okolicznościach, po agresji ZSRR na Polskę (17 września 1939), dostał się do sowieckiej niewoli. 16 grudnia 1939 przebywał w Kozielsku. 23 grudnia został skierowany do obozu w Ostaszkowie, do którego przybył 29 grudnia 1939. 28 lub 29 kwietnia 1940 został przekazany do dyspozycji naczelnika Zarządu NKWD Obwodu Kalinińskiego. Między 29 kwietnia a 1 maja 1940 został zamordowany w Kalininie (obecnie Twer) i pogrzebany w Miednoje. Od 2 września 2000 spoczywa na Polskim Cmentarzu Wojennym w Miednoje.

## Upamiętnienie
5 października 2007 minister obrony narodowej Aleksander Szczygło mianował go pośmiertnie na stopień podpułkownika. Awans został ogłoszony 9 listopada 2007, w Warszawie, w trakcie uroczystości „Katyń Pamiętamy – Uczcijmy Pamięć Bohaterów”.
12 maja 2019 w Kalwarii Pacławskiej odbyła się uroczystość związana z odsłonięciem oraz poświęceniem tablicy pamiątkowej i Alei Dębów Pamięci Kapelanów Katyńskich przy kaplicy „Ukrzyżowanie”. Wśród 32 kapelanów wojskowych różnych wyznań, zamordowanych w Katyniu i innych miejscach kaźni w 1940, jest wymieniony ppłk Józef Skorel.

## Ordery i odznaczenia
- Krzyż Niepodległości – 13 września 1933 „za pracę w dziele odzyskania niepodległości”[18][19][20][21][22]
- Złoty Krzyż Zasługi[23]
- Medal Pamiątkowy za Wojnę 1918–1921[3]
- Medal Dziesięciolecia Odzyskanej Niepodległości[3]
- Brązowy Medal za Długoletnią Służbę[3]